# ニコラス・シムズ＝ウィリアムズ
ニコラス・ジョン・シムズ＝ウィリアムズ（Nicholas John Sims-Williams、1949年4月11日 - ）は、イギリスの東洋学者、言語学者。イラン語派の諸言語、とくにソグド語とバクトリア語の研究者として知られる。

## 略歴
1949年、イギリスのチャタムに生まれた。ケンブリッジ大学でサンスクリットをジョン・ブラフに、イラン学をイリヤ・ゲルシェヴィチに学んだ。ゲルシェヴィチのクラスの学生はふたりだけで、シムズ＝ウィリアムズは、もうひとりの学生であったアースラ・シートン＝ワトソンと1972年に結婚した。アースラはイスラム化以前のイランと中央アジアを専門とする研究者で、大英図書館のイラン諸言語のキュレーターである。
1976年にロンドン大学東洋アフリカ研究学院(SOAS)のイラン諸語の講師に就任した。シムズ＝ウィリアムズはアヴェスター語、古代ペルシア語、中世ペルシア語、パルティア語、バクトリア語、ソグド語、ホータン語を教え、シリア語を教えることもあった。1989年に東洋アフリカ研究学院の準教授(reader)、1994年に教授に就任し、2004年に退官した後は研究教授の官についた。2015年からは名誉教授に就任した。
1988年にイギリス学士院フェロー(FBA)に選ばれた。

## 受賞・栄典
- 1985年：ギルシュマン賞(フランス学士院)

## 研究内容・業績
- シリア語からソグド語に翻訳されたキリスト教文献の研究によって1978年にケンブリッジ大学の博士号を取得した。この研究は1985年に出版され、フランス学士院のギルシュマン賞を取得した[5]。
- 1990年代にアフガニスタンで皮に書かれた多数のバクトリア語文献が発見され、それまで資料が乏しかったバクトリア語に関する研究状況は一変した。シムズ＝ウィリアムズは新出の文献を解読・研究し、1997年の教授就任講義で最初にその成果を発表した[1]。また、同じころに発見されたラバータク碑文を大英博物館のジョー・クリブとともに研究し、シルクロード研究所の機関紙に発表した[1]。
- 東洋アフリカ研究学院においてソグド語の研究で知られる吉田豊の指導教授であった。

## 著作
- The Christian Sogdian Manuscript C2. Berliner Turfantexte 12. Berlin: Akademie-Verlag. (1985)
- “A new Bactrian inscription of Kanishka the Great”. Silk Road Art and Archaeology (4):  76-142. (1995/1996).
- Bactrian Documents from Northern Afghanistan. Oxford University Press. (2001-2012)（3冊）
- Sogdian and other Iranian Inscriptions of the Upper Indus. Corpus Inscriptionum Iranicarum. (1989-1992)（2冊）
- Documents turco-sogdiens du IXe-Xe siècle de Touen-houang. Corpus Inscriptionum Iranicarum. (1990-2008)（2冊、James Hamilton と共著）
- Turco-Sogdian Documents from 9th-10th century Dunhuang. Corpus Inscriptionum Iranicarum. (2015). ISBN 9780728604056
- Iranian Manuscripts in Syriac Script in the Berlin Turfan Collection. Stuttgart: Franz Steiner. (2012). ISBN 3515101411
- Biblical and Other Christian Sogdian Texts from the Turfan Collection. Turnhout: Brepols. (2014). ISBN 9782503555362
- A Dictionary: Christian Sogdian, Syriac and English. Wiesbaden: Reichert. (2016). ISBN 9783954901753

### 邦訳された著作
- ニコラス・シムズ=ウィリアムズ、熊本裕訳、古代アフガニスタンのバクトリア語文書 - ウェイバックマシン（2005年9月28日アーカイブ分）（1997年）